# Pero (ime)
Pero je moško osebno ime.

## Izvor imena
Ime Pero je različica imena Peter.

## Pogostost imena
Po podatkih Statističnega urada Republike Slovenije je bilo na dan 31. decembra 2007 v Sloveniji število moških oseb z imenom Pero: 344. Med vsemi moškimi imeni pa je ime Pero po pogostosti uporabe uvrščeno na 304. mesto.

## Osebni praznik
V koledarju je ime Pero skupaj z imenom Peter.

## Znane osebe
- Pero Lovšin